# Сръбска Оупън
Сръбска Оупън (на английски: Srpska Open) е професионален турнир по тенис за мъже от серия ATP 250, провеждан в Баня Лука, Босна и Херцеговина.

## Шампиони

### Мъже сингъл
| Година | Шампион       | Финалист       | Резултат            |
| ------ | ------------- | -------------- | ------------------- |
| 2023   | Душан Лайович | Андрей Рубльов | 6 - 3, 4 - 6, 6 - 4 |